# Gerd Prager
Gerd Prager (* 12. Oktober 1896 als Mathias Prager in Sinzig; † 10. April 1975 in Berlin) war ein deutscher Schauspieler, Synchronsprecher und Regisseur.

## Leben
Prager war seit den 1940er Jahren als Schauspieler und Regisseur an verschiedenen Berliner Theatern beschäftigt. Bis 1948 gehörte er zum Ensemble des Thalia-Theaters, danach arbeitete er für verschiedene Gastspielbühnen wie die ORSON Gemeinschaft junger Schauspieler und den Veranstaltungsring Berlin-West. Zu seinen weiteren Bühnenstationen zählen das Renaissance-Theater sowie die Tribüne, an der er beispielsweise 1955 den "Merriman" in Oscar Wildes The Importance of Being Earnest verkörperte.
Zwischen 1949 und 1971 wirkte Prager in unregelmäßigen Abständen auch als Schauspieler in verschiedenen deutschsprachigen Kino-, Fernseh- und Hörspielproduktionen mit, unter anderem in DEFA-Produktionen wie Slatan Dudows und Richard Groschopps Kriminaldrama Familie Benthin und Paul Verhoevens Märchenverfilmung Das kalte Herz sowie 1969 in Alfred Vohrers Kriminalfilm Der Mann mit dem Glasauge nach Motiven von Edgar Wallace. Zu seinen Fernsehauftritten zählt die Darstellung Philipp Scheidemanns im Dokumentar-Drama In Sachen Erzberger gegen Helfferich von Axel Eggebrecht und Inge Stolten.
Zudem arbeitete Prager umfangreich als Synchronsprecher und lieh seine Stimme unter anderem Terence Alexander in Judith, William Cottrell in Der Untergang der Titanic, Noel Howlett in Mörder ahoi!, Clem Bevans in Saboteure und John Litel in Nevada Smith.
Gerd Prager starb 1975 in seiner Wohnung in Berlin-Charlottenburg. In einigen Publikationen und Online-Quellen wird er mit dem Redakteur, Dramaturgen und früheren ZDF-Programmdirektor Gerhard Prager verwechselt.

## Filmografie (Auswahl)

### Kino
- 1950: Familie Benthin
- 1950: Das kalte Herz
- 1969: Der Mann mit dem Glasauge

### Fernsehen
- 1959: Brave Diebe
- 1960: Die Gaunerkomödie
- 1966: Vater einer Tochter
- 1967: Die Mission
- 1967: In Sachen Erzberger gegen Helfferich
- 1970: Kudammgeschichten
- 1971: Kassensturz

## Hörspiele (Auswahl)
- 1949: Günter Dahn, Willi Perck: Kampf um die Ruhr – Regie: Gottfried Herrmann (Berliner Rundfunk)
- 1959: George Bernard Shaw: Der Kaiser von Amerika – Regie:	Willi Schmidt (SFB)
- 1960: Michel del Castillo: Tanguy (Elegie der Nacht) – Regie:	Tom Toelle (SFB/HR/SDR)
- 1961: Thomas Stearns Eliot: Ein verdienter Staatsmann – Regie: Wolfgang Spier (SFB)
- 1966: Rolf von Goth: Big Ben schlug zwölf – Regie:	Rolf von Goth (SFB)
- 1968: Ephraim Kishon: Zieh den Stecker raus, das Wasser kocht – Regie: Wolfgang Spier (RIAS)